# IC 4540
IC 4540 — галактика типу NF (в процесі підтвердження) у сузір'ї Змія.
Цей об'єкт міститься в оригінальній редакції індексного каталогу.